# Як дикий
Як дикий (Bos mutus) — парнокопитний ссавець з роду биків родини Бикових. Предок домашнього яка (Bos grunniens). Назва тварини походить від тиб. གཡག་ (g.yag), що означає «самець яка». Відійшов від предка Тура Bos primigenius 1,5 млн років тому.
Батьківщина яка — Тибет. Експлуатується як в'ючна і м'ясна тварина. У районах розведення вживається також молоко яка.

### Опис
Дикі яки одні з найбільших биків, поступаються тільки бику гауру. Це найбільша тварина у своїй місцевості. Дикий як досягає 1.6 м до 2.2 м висоти в холці, і мають типову вагу від 305 кг до 1000 кг. Голова та довжина тулуба від 2,5 до 3.3 м, не враховуючи хвоста від до 60 до 100 см.
Дикі яки не виносять місць, освоєних людьми, і тому швидко зникають — зараз вони вціліли лише у високогірних районах Тибету на відмітках 4300-4600 м над р. м. взимку і до 6100 м над р. м. влітку. Станом на 2016 рік чисельність у природі оцінюють в 10 тис. дорослих особин.
Як добре адаптований до умов високогір'я. Він має великі легені й серце в порівнянні з биками низинних районів. Кров яка здатна переносити більше кисню завдяки присутності в ній значної частки фетального гемоглобіну протягом усього життя. Зворотною стороною є погана переносимість низьких висот і перегрів при температурах вище 15 °C. Серед інших пристосувань до низької температури — підшкірний шар жиру і практично повна відсутність потових залоз.